# Piptochaetium virescens
Piptochaetium virescens là một loài thực vật có hoa trong họ Hòa thảo. Loài này được (Humb., Bonpl. & Kunth) Parodi miêu tả khoa học đầu tiên năm 1944.